# GORM
GORM (en español Graphical Object Relationship Modeller o alternativamente GNUstep Object Relationship Modeller) es una herramienta del entorno de desarrollo GNUstep para la creación de interfaces gráficas. Está basada en Interface Builder original de NeXTstep. 
La interfaz de una aplicación se construye arrastrando elementos de la paleta. Cada uno de estos elementos, puede tener Outlets y Actions, un Outlet le permite a un elemento mandar mensajes a otro elemento, mientras que un Action le permite recibir mensajes de otro elemento. Dichos Actions y Outlets se conectan arrastrando un elemento a otro mientras se mantiene la tecla Control presionada.